# Општина Дерна (Бихор)
Дерна (рум. Derna) општина је у Румунији у округу Бихор.
Oпштина се налази на надморској висини од 167 m.